# Pevno
Pevno je naselje v Občini Škofja Loka. Prvič je bilo omenjeno v nemških knjigah kot "Pewin".